# Jerónima Nava y Saavedra
Jerónima Nava y Saavedra (Tocaima, 25 de abril de 1669-Santa Fe de Bogotá, 31 de mayo de 1727), fue una escritora y religiosa católica neogranadina. 

## Orígenes
Nació en la población de Tocaima y después de perder a su madre, a los cinco años fue trasladada a Santa Fe, en donde más tarde ingresó al Convento de Santa Clara donde se hizo religiosa toda su vida ejerciendo actividades en varios cargos como celadora, enfermera, secretaria y vicaria de coro. 
Su confesor, el sacerdote Juan Francisco de Olmos y Zapiaín, la describió física e intelectualmente como «una mujer alta, de rostro y ojos vivos y hermosos y de una inteligencia sensible y de entendimiento varonil».

## Actividad literaria
De la única obra que se conoce, Autobiografía de una Monja Venerable, es un conjunto de 64 visiones místicas escritas en el periodo más maduro de su existencia gracias al visto bueno que le dio su confesor mencionado, quien le dio apoyo para que continuase su labor. Del libro, se caracteriza por su ficción barroca, coloca en verso sus arrobamientos y angustias místicas en culminación al camino de la perfección, colocando sus confusos versos propios de las tribulaciones que padecía en su salud.